# Karma Police
Singles de Radiohead
Paranoid Android
(1997) No Surprises
(1998)
Pistes de OK Computer
Let Down Fitter Happier
Karma Police est le deuxième single paru de l'album OK Computer du groupe Radiohead, et s'impose peut-être[Interprétation personnelle ?] comme l'un des plus grands hits planétaires de Radiohead, avec Creep[réf. nécessaire].
La chanson a été classée 75e meilleure chanson britannique de tous les temps par XFM en 2010.
Une reprise a même été faite par Oliver Tree en 2013, qui a été approuvée par Thom Yorke, pour son EP Demons.

## Réception
Alors que seules quelques chansons provenant de l'album de 1995 The Bends sont devenues des hits hors du Royaume-Uni, et que les 6 minutes 30 de la chanson Paranoid Android (le premier single de OK Computer) reçoivent une récompense de MTV, bien qu'elles n'aient été que très rarement diffusées sur les ondes, Karma Police devient l'hymne alternatif de la radio, hymne qui a même été inclus dans la compilation Now That's What I Call Music!. Au Royaume-Uni, le single a atteint la huitième place.

## Composition
Des similitudes ont souvent été remarquées entre les riffs de piano de Karma Police et ceux de la chanson Sexy Sadie des Beatles. Le groupe a apparemment reconnu la ressemblance, bien que le reste de chacune des deux chansons soit tout à fait différent. Quand ils ont enregistré OK Computer, ils écoutaient les derniers albums des Beatles, entre autres musiques (par exemple Miles Davis, DJ Shadow et Ennio Morricone), pour avoir de l'inspiration. Les paroles sont inspirées du livre 1984 de George Orwell, et la « Karma Police » serait une sorte de Police de la Pensée.
Karma Police, comme plusieurs autres chansons qui allaient composer OK Computer, a été jouée en live en 1996, quand le groupe a brièvement apporté son soutien à la tournée américaine d'Alanis Morissette. Une version live de Karma Police, jouée avec un piano Rhodes sur le Late Show de David Letterman, a été enregistrée sur le documentaire sur Radiohead intitulé Meeting People Is Easy. Aujourd'hui, cette chanson, quand elle est jouée en live, et le plus souvent en dernier titre du rappel, est habituellement reprise en chœur par le public, principalement sur la partie finale, « For a minute there
I lost myself, I lost myself.... ». Lors de la tournée 2016-2017-2018, Tom Yorke continue seul à la guitare après la fin du morceau et fait chanter la foule.

## Vidéo
Un clip a été réalisé par Jonathan Glazer pour la chanson, avec Thom Yorke dans le rôle du seul passager à bord d'une voiture sans pilote, une Chrysler New Yorker de 1976, qui poursuit un homme (interprété par l'acteur hongrois Lajos Kovács) sur une route de campagne déserte. Quand la voiture semble avoir enfin rattrapé l'homme, elle fait marche arrière à la place. La caméra se tourne pour montrer le siège arrière où Yorke était assis, mais il a disparu. L'intérieur rouge, l'homme seul qui court, la voiture sans pilote et les flammes ne sont pas sans rappeler une scène de Christine, de John Carpenter. Le clip a été réalisé par Glazer, responsable auparavant du clip de Radiohead Street Spirit (Fade Out). Glazer a gagné le prix de la réalisation de MTV en 1997 pour son travail sur ce clip, ainsi que sur Virtual Insanity de Jamiroquai.